# Dichagyris striatus
Dichagyris striatus är en fjärilsart som beskrevs av Igor Kozhanchikov 1930. Dichagyris striatus ingår i släktet Dichagyris och familjen nattflyn. Inga underarter finns listade i Catalogue of Life.